# Ramularia gnaphalii
Ramularia gnaphalii är en svampart som först beskrevs av Paul Sydow, och fick sitt nu gällande namn av Karak. 1937. Ramularia gnaphalii ingår i släktet Ramularia och familjen Mycosphaerellaceae.   Inga underarter finns listade i Catalogue of Life.